# Nada Moghaizel Nasr
Nada Moghaizel Nasr, née le 6 janvier 1955 à Beyrouth, est une intellectuelle et une universitaire libanaise.

## Biographie
Elle est doyenne honoraire de la Faculté des Sciences de l’Éducation de l’Université Saint-Joseph de Beyrouth et Déléguée du Recteur à l'Assurance qualité et la Pédagogie universitaire. Experte en assurance qualité auprès de plusieurs agences internationales.  
Auteur de nombreux livres à succès, notamment Images Ecrites, D’autres Images Ecrites, et Joseph et Laure, Nada Moghaizel Nasr est l’une des principales figures de la francophonie libanaise.
Fille de Laure Moghaizel et Joseph Moghaizel, militants pour les droits de l'Homme. 
Elle a été nommée  Chevalier dans l’Ordre des Palmes Académiques de la République française. 